# Silvana Mangano
Silvana Mangano (Roma, 21 de abril de 1930-Madrid, 16 de diciembre de 1989) fue una actriz de cine italiana. Fue parte de una generación de actores que surgió del movimiento neorrealista llegando a ser una estrella femenina, catalogada como un símbolo sexual de las décadas de 1950 y 1960. Ganó el David di Donatello en tres ocasiones, por The Verona Trial (1963), The Witches (1967) y The Scientific Cardplayer (1973), y el Nastro d'Argento como mejor actriz en dos ocasiones.
Creció en la pobreza durante la Segunda Guerra Mundial. Mangano practicó como una bailarina y trabajó como modelo ganando el concurso de belleza de Miss Roma en 1946. Esto la impulsó para trabajar en películas. Tuvo éxito en Arroz amargo (1949) y fraguando un éxito en su carrera filmando películas, trabajando con muchos directores notables como Pier Paolo Pasolini, Luchino Visconti, Alberto Lattuada y Vittorio De Sica. Su carrera continuó siendo exitosa en los años 80, apareciendo en papeles de reparto como en Dune (1984) de David Lynch y Ojos negros (1987) de Nikita Mikhalkov.
Silvana Mangano fue la esposa del productor internacional de películas Dino De Laurentiis teniendo 4 hijos incluyendo a Veronica de Laurentis y Raffaella de Laurentiis.

## Carrera profesional
Se formó como bailarina y se ayudó económicamente como modelo. En 1946, con 16 años, ganó el concurso de belleza Miss Roma. Un año más tarde, fue una de las chicas del concurso Miss Italia, certamen que ganó la futura actriz Lucia Bosè. En él, además de Mangano, participaron algunas otras estrellas futuras del cine italiano como Gina Lollobrigida, Gianna Maria Canale y Eleonora Rossi Drago, si bien esta última fue descalificada porque estaba casada y era madre, lo cual incumplía las normas del certamen. 
El primer contacto de Mangano con el cine ocurrió a través de su relación romántica con el actor Marcello Mastroianni. Esto la llevó a un contrato, aunque pasaría algún tiempo para ascender al estrellato internacional con su impresionante interpretación en Arroz amargo (Riso Amaro, de 1949, dirigida por Giuseppe De Santis), donde tuvo por compañero a Vittorio Gassman. Mangano y Gassman volverían a trabajar juntos en Il lupo della Sila (El lobo de la Sila). 
Por aquellas fechas, ella hizo además un pequeño papel en Cagliostro (Black Magic, 1949), filme protagonizado por Orson Welles. 
En 1950 Silvana Mangano trabajó junto a Amedeo Nazzari en El bandolero Musolino (Il brigante Musolino, de Mario Camerini). Este filme la hizo famosa internacionalmente: Mangano fue comparada con Rita Hayworth y recibió ofertas para mudarse a Hollywood. El productor Alexander Korda se interesó por contratarla, pero ella rechazó emprender carrera en América y al poco tiempo se casó con el productor Dino de Laurentiis.
Aunque nunca llegó a la altura de sus contemporáneas Sophia Loren y Gina Lollobrigida, Mangano fue unas de las estrellas favoritas entre los años 1950 y 1970. Apareció en películas italianas como: Anna (Alberto Lattuada, 1951), El oro de Nápoles (L'oro di Napoli, Vittorio De Sica, 1954), Mambo (Robert Rossen, 1954), Il disco volante (Tinto Brass,  1964), Teorema (Pier Paolo Pasolini, 1968), y Muerte en Venecia (Morte a Venezia, Luchino Visconti, 1971). 
Con Pasolini y Visconti trabajó más veces: con el primero, en Edipo rey y El Decamerón, y con el segundo, en Ludwig y Confidencias. Ya en 1967 ambos directores habían colaborado con Silvana Mangano en Las brujas, un filme colectivo formado por cinco cortometrajes que el productor De Laurentiis había pensado expresamente para ella. Los restantes directores fueron Vittorio de Sica, Mauro Bolognini y Franco Rossi.
Mangano también participó en producciones internacionales como: Ulises (1954), con Kirk Douglas y Anthony Quinn; la superproducción Barrabás (1962) de Richard Fleischer, con un plantel de estrellas de Hollywood e Italia (Anthony Quinn, Katy Jurado, Vittorio Gassman, Ernest Borgnine, Jack Palance...); La diga sul Pacifico de René Clement, con Anthony Perkins; Five Branded Women de Martin Ritt, con Jeanne Moreau y Vera Miles; El científico Cardplayer, con Joseph Cotten y Bette Davis, y Ojos negros (1987) de Nikita Mijalkov, con Marcello Mastroianni. Una de sus hijas, Raffaella, coprodujo con su padre una de las últimas películas de Mangano, Dune (David Lynch, 1984).

## Vida privada
En contraste con su exitosa carrera, Silvana Mangano atravesó dificultades en su vida privada. Se casó con el productor de Arroz amargo, Dino De Laurentiis, con el que tuvo cuatro hijos. Su único hijo varón falleció en 1981, a los veinticinco años de edad, en un accidente en Alaska. 
Mangano sufrió etapas depresivas; padecía insomnio, lamentaba su aspecto envejecido y tuvo que hacer frente a un tumor digestivo. Se divorció de Dino de Laurentiis en 1988 pero, tras una agria ruptura, hizo las paces con él al intuir que le quedaba poco tiempo de vida. Murió de cáncer de pulmón a los 59 años de edad, en Madrid, donde residía una de sus hijas.

## Filmografía
- Le jugement dernier (1945)
- L'elisir d'amore (1946)
- El delito de Giovanni Episcopo (Il delitto di Giovanni Episcopo), de Alberto Lattuada (1947)
- Gli uomini sono nemici (1948)
- Arroz amargo (Riso amaro, 1949)
- Il lupo della Sila (1949)
- Gli spadaccini della serenissima (Blc) (1949)
- Il brigante Musolino (1950)
- Anna (1951)
- Il più comico spettacolo del mondo (1953)
- Mambo (1954)
- L'oro di Napoli (1954)
- Ulises (Ulisse, 1954)
- Uomini e lupi (1956)
- La tempesta (1958)
- La diga sul Pacifico (This Angry Age) (1958)
- La Gran Guerra (1959)
- Crimen grandres de algemesi (1960)
- Jovanka e le altre (5 Branded Women) (1960)
- Il giudizio universale (1961)
- Barrabás (Barabba) (1962)
- Il processo di Verona (1963)
- La mia signora (1964)
- Il disco volante (1964)
- Scusi, lei è favorevole o contrario? (1966)
- Le streghe (1967)
- Edipo re (1967)
- Capriccio all'italiana (1968)
- Teorema (1968)
- Scipione detto anche l'africano (1971)
- Muerte en Venecia (Morte a Venezia, 1971)
- Il Decameron (1971)
- D'amore si muore nops (1972)
- Lo scopone scientifico (1972)
- Ludwig (1972) - Cosima Wagner
- Gruppo di famiglia in un interno (1974) - Marquesa Bianca Brumonti
- Dune (1984) - Reverenda madre Ramallo
- Oci ciornie (1987)